# Sorbaria arborea
Sorbaria arborea är en rosväxtart som beskrevs av Camillo Karl Schneider. Sorbaria arborea ingår i släktet rönnspireor, och familjen rosväxter.

## Underarter
Arten delas in i följande underarter:
- S. a. glabrata
- S. a. subtomentosa

## Bildgalleri

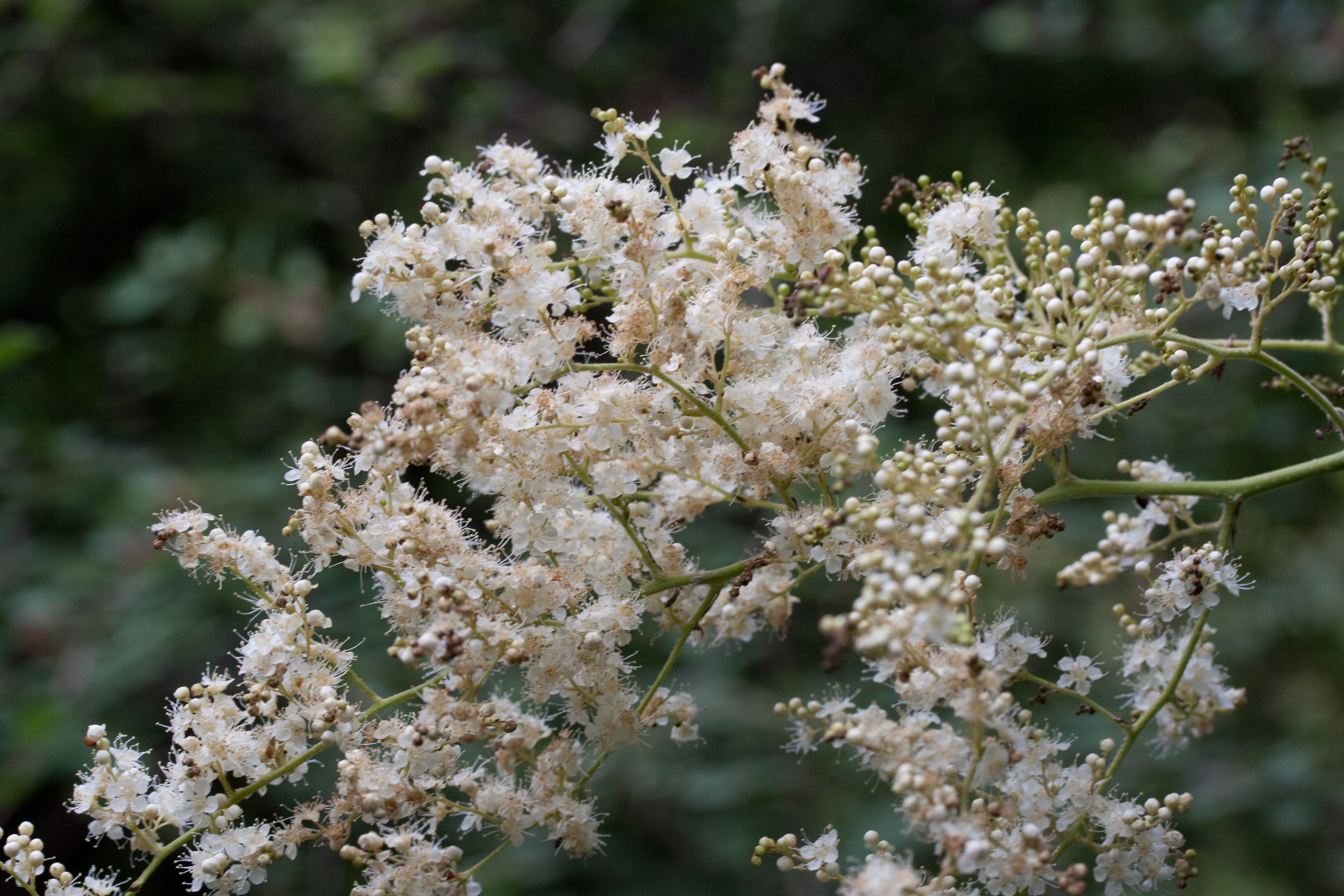
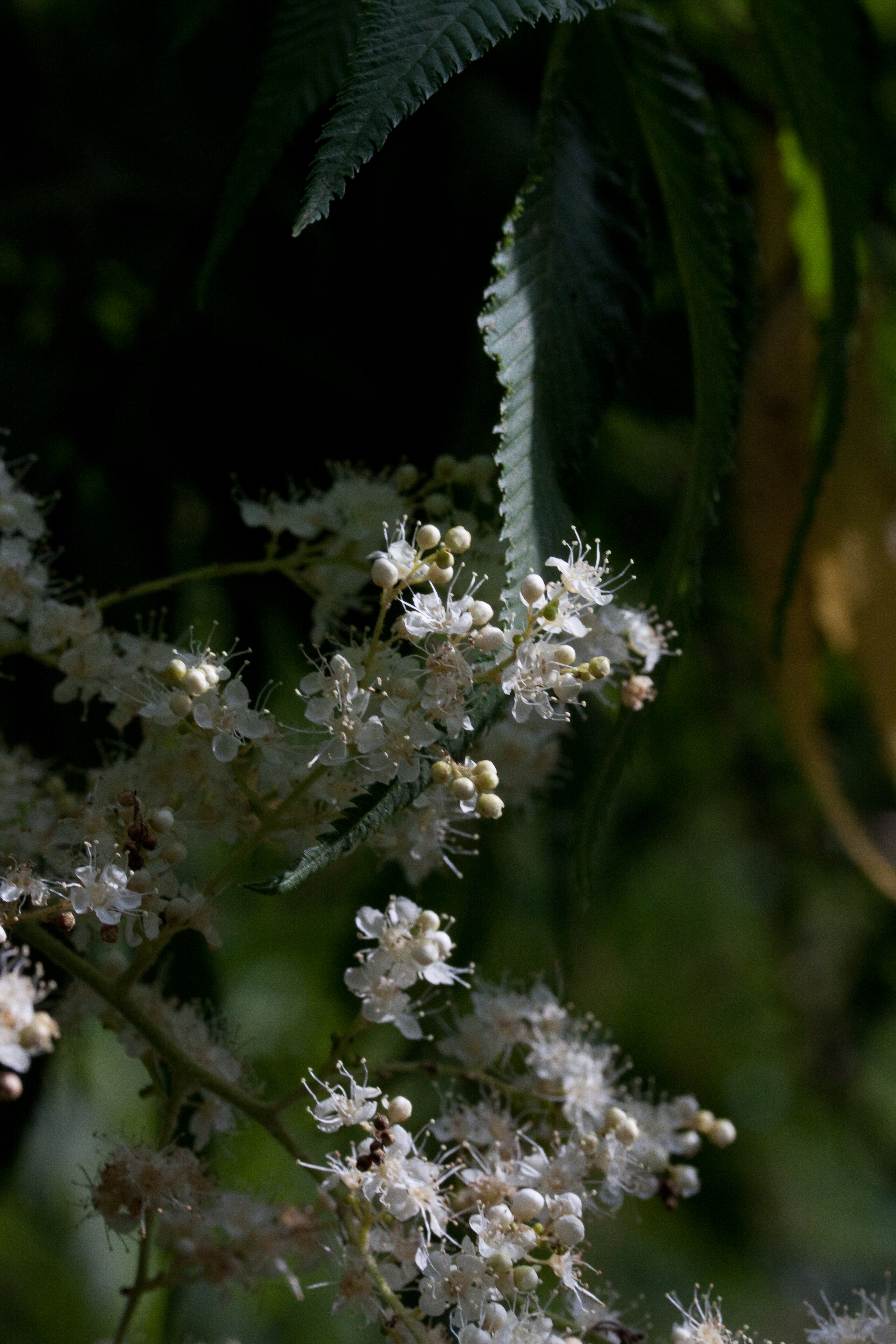
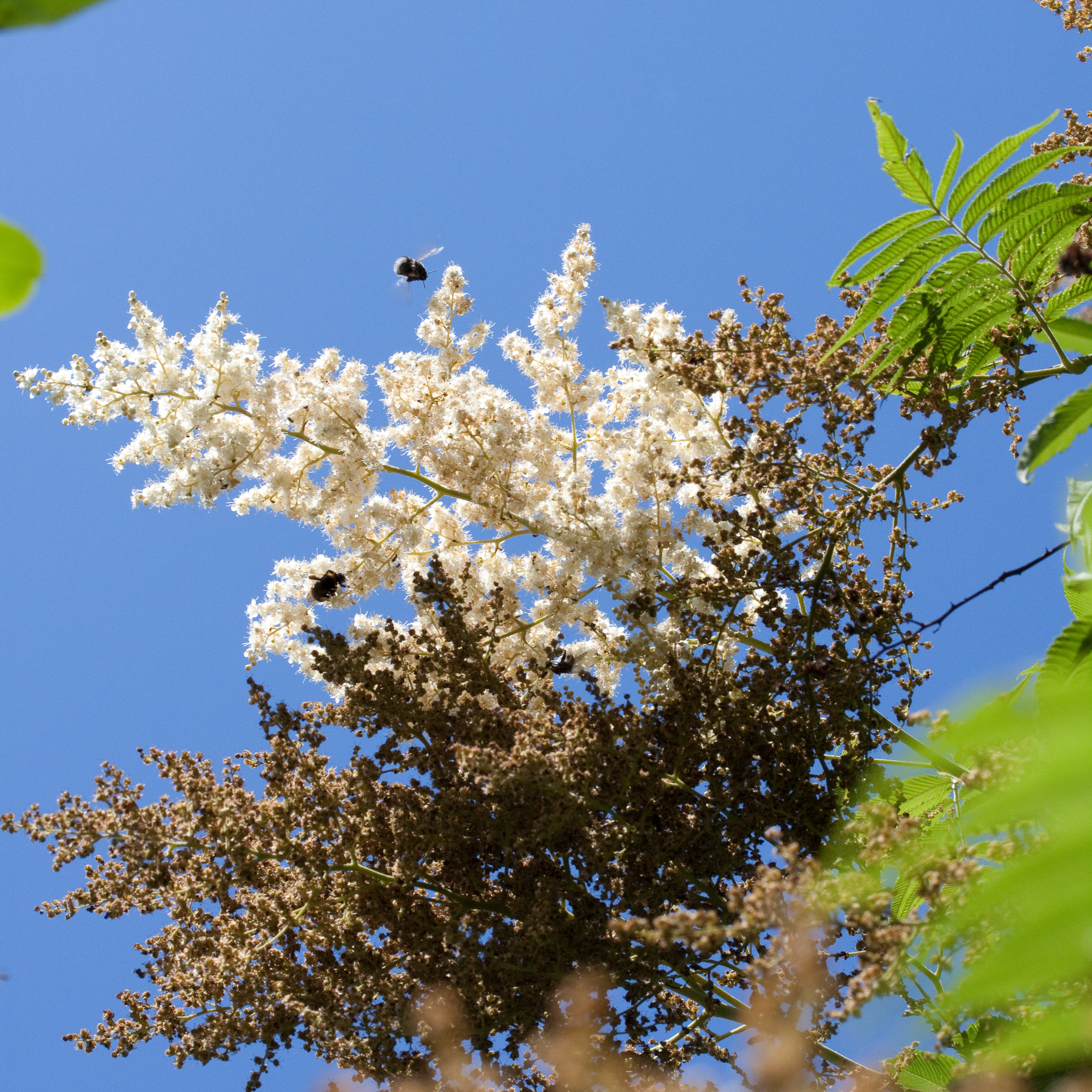
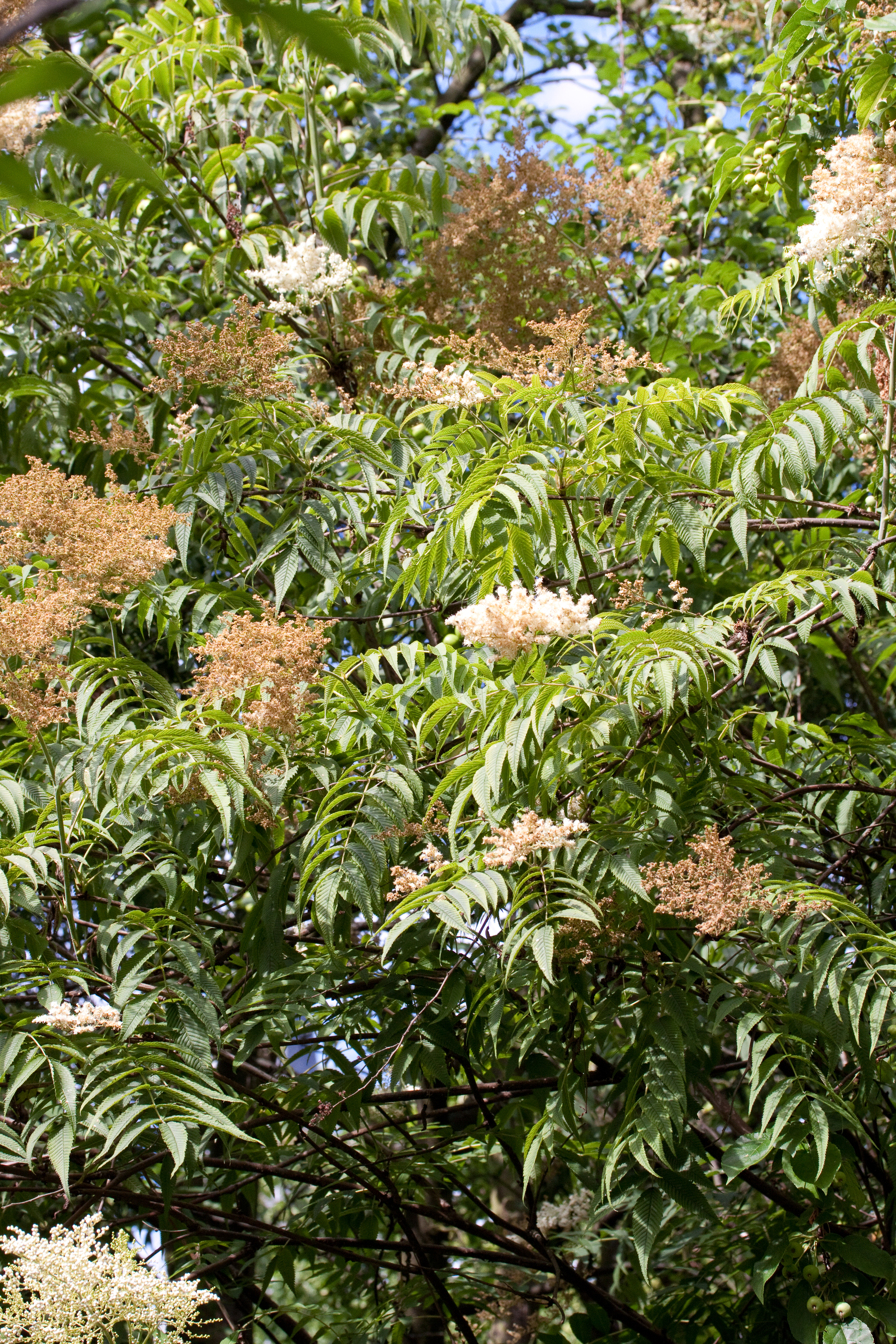
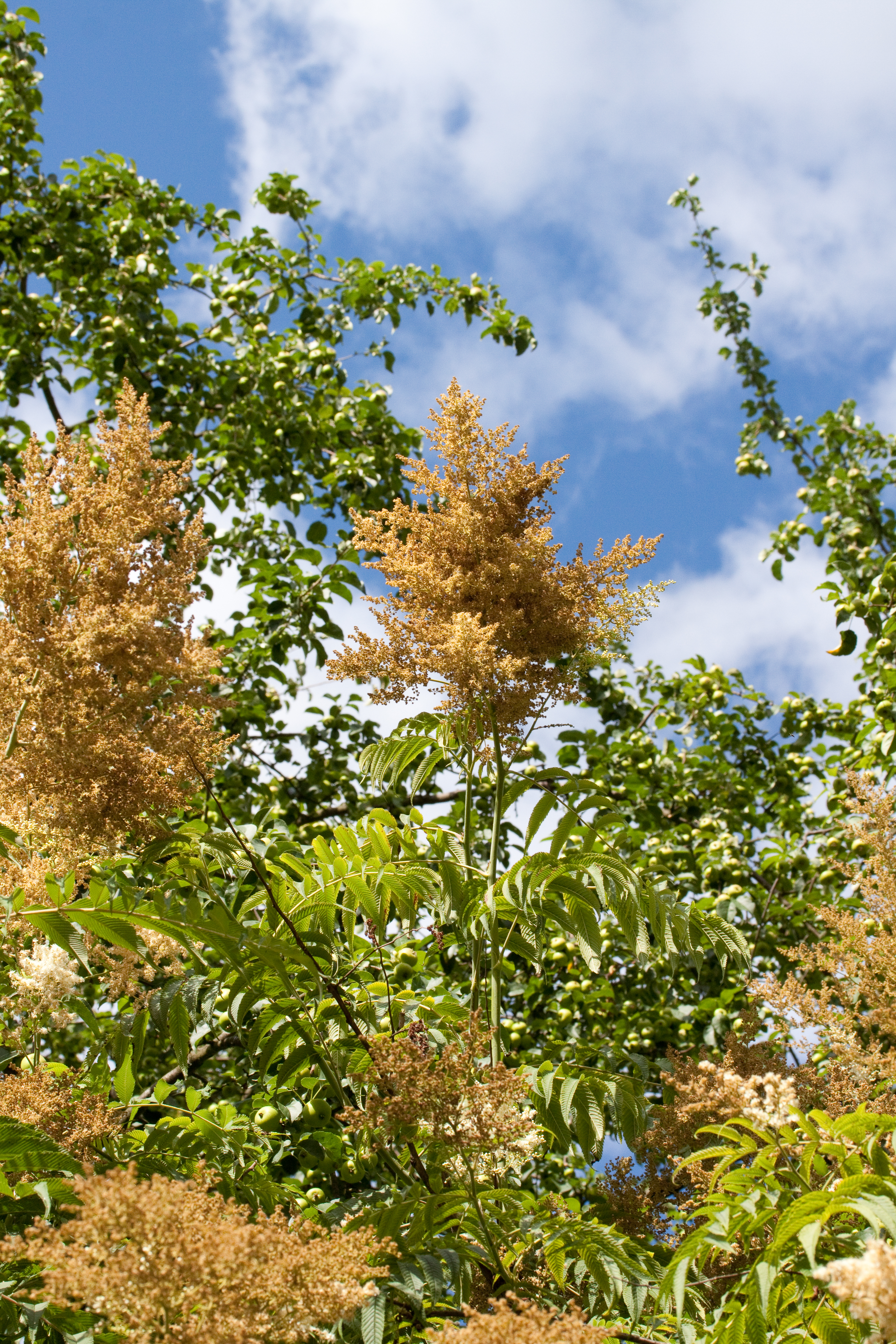
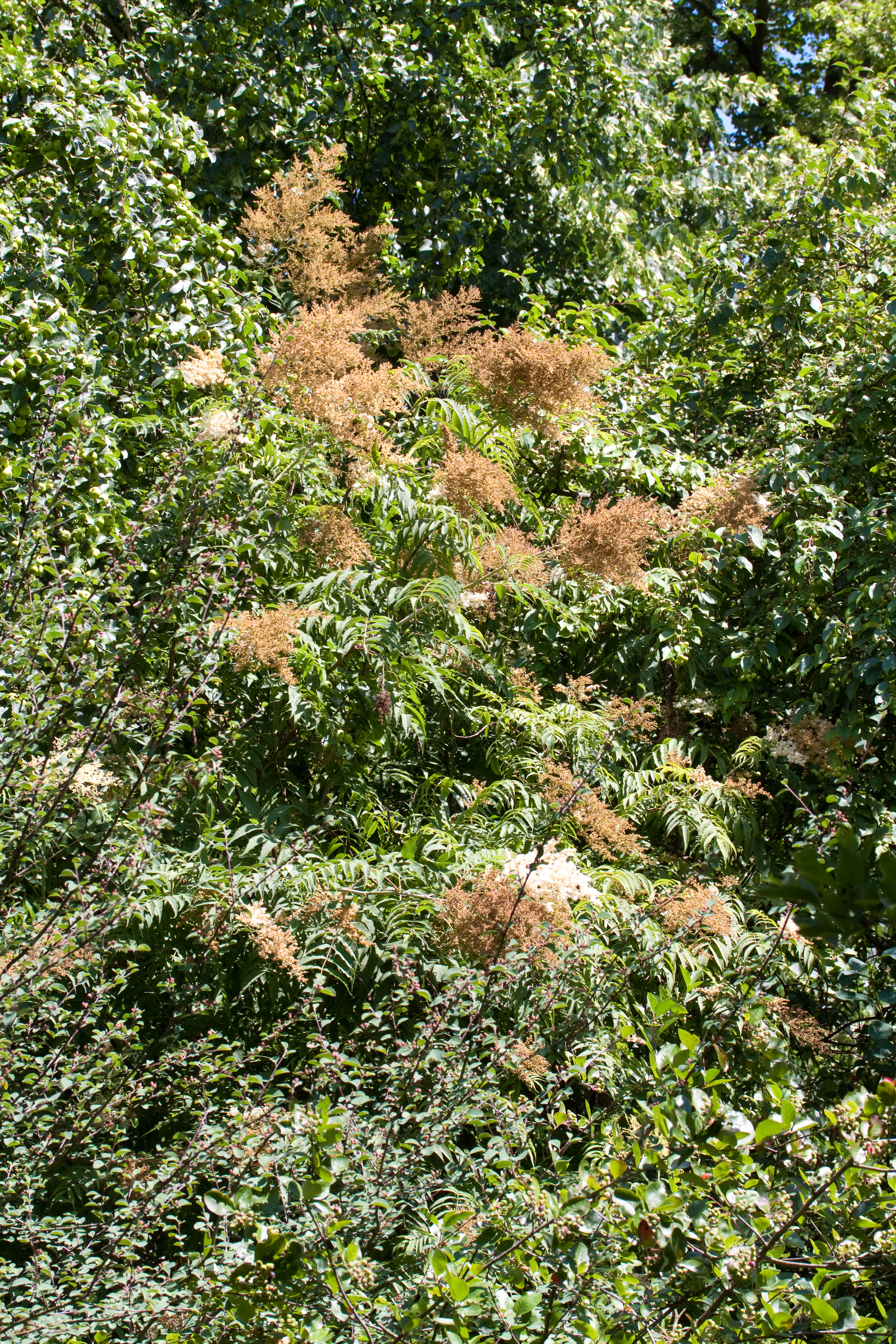